# Mashreq Bank
Die Mashreq Bank (arabisch بنك المشرق‎) ist ein Kreditinstitut in den Vereinigten Arabischen Emiraten mit Firmensitz in Dubai.
Das Unternehmen ist im Bankenwesen tätig. Es wurde 1967 gegründet und wird von Abdul Aziz Al Ghurair und Abdul Aziz Abdullah Al Ghurair geleitet.
Die Bilanzsumme betrug im Jahre 2010 84,8 Milliarden AED und der Gewinn 803 Millionen AED. Die Bank wird an der Börse von Dubai gehandelt.